# 라지야 사바
라지야 사바(힌디어: राज्य सभा, Rajya Sabha)는 인도 의회의 상원이다. 국가평의회(Council of States)나 원로원(House of Elders)라고도 불린다.
라지야 사바의 정원은 250명인데, 이중 12명은 인도의 대통령에 의해서 선출된다. 이 선출직 상원 의원들은 예술, 문학, 과학, 사회 분야 등의 전문가들로 위촉된다. 나머지 정원은 인도의 각 주의 입법 기관들에 의해서 선출된 주 대표들이다.
라지야 사바의 의원들의 임기는 6년이나, 대개 이들 중 3분의 1 정도는 매 2년마다 재선거로 다시 뽑힌다. 라지야 사바는 연중 계속해서 회기가 지속되며, 하원인 로크 사바와는 달리 해산될 수 없다. 라지야 사바는 로크 사바와 동등한 입법권력을 가지나, 단 한가지 예산안에 대해서는 로크 사바가 우월한 권한을 가진다. 만약 라지야 사바와 로크 사바의 의견이 충돌할 경우 두 원이 만나서 문제를 해결할 수 있다.

## 같이 보기
- 로크 사바